# Assassinato de Beatriz Angélica
O Caso Beatriz ou Caso Beatriz Angélica  refere-se ao assassinato da menina Beatriz Angélica Mota Ferreira da Silva, de sete anos, em Petrolina, Pernambuco, no dia 10 de dezembro de 2015. Ela foi encontrada morta durante uma festa de formatura no Colégio Nossa Senhora Auxiliadora onde estudava e onde seu pai dava aula. Desde a época do crime foi muito divulgado que a menina morreu com 42 facadas, mas em janeiro de 2022 foi confirmado que foram 10 facadas e que no laudo do corpo há 42 fotografias de lesões, sendo várias imagens repetidas.
No dia 11 de janeiro de 2022, a Polícia Científica de Pernambuco identificou o suspeito através de exame de DNA encontrado na faca utilizada pelo criminoso. Marcelo da Silva, que está preso por outros crimes, incluindo estupro de menor, confessou o assassinato.

## Vítima
Beatriz Angélica Mota Ferreira da Silva nasceu em 11 de fevereiro de 2008, em Juazeiro, cidade baiana vizinha a Petrolina, no Pernambuco. Beatriz era filha do professor Sandro Romilton Mota e da deputada Maria Lúcia Mota, e tinha dois irmãos mais velhos, Samira e Leandro. Toda a família morava em uma pequena chácara na zona rural do Juazeiro, e o pai da menina lecionava inglês no Colégio Nossa Senhora Auxiliadora, uma escola católica bem conhecida em Petrolina. No dia em que foi morta, a irmã de Beatriz estava se formando no terceiro ano do Ensino Médio.

### Assassinato

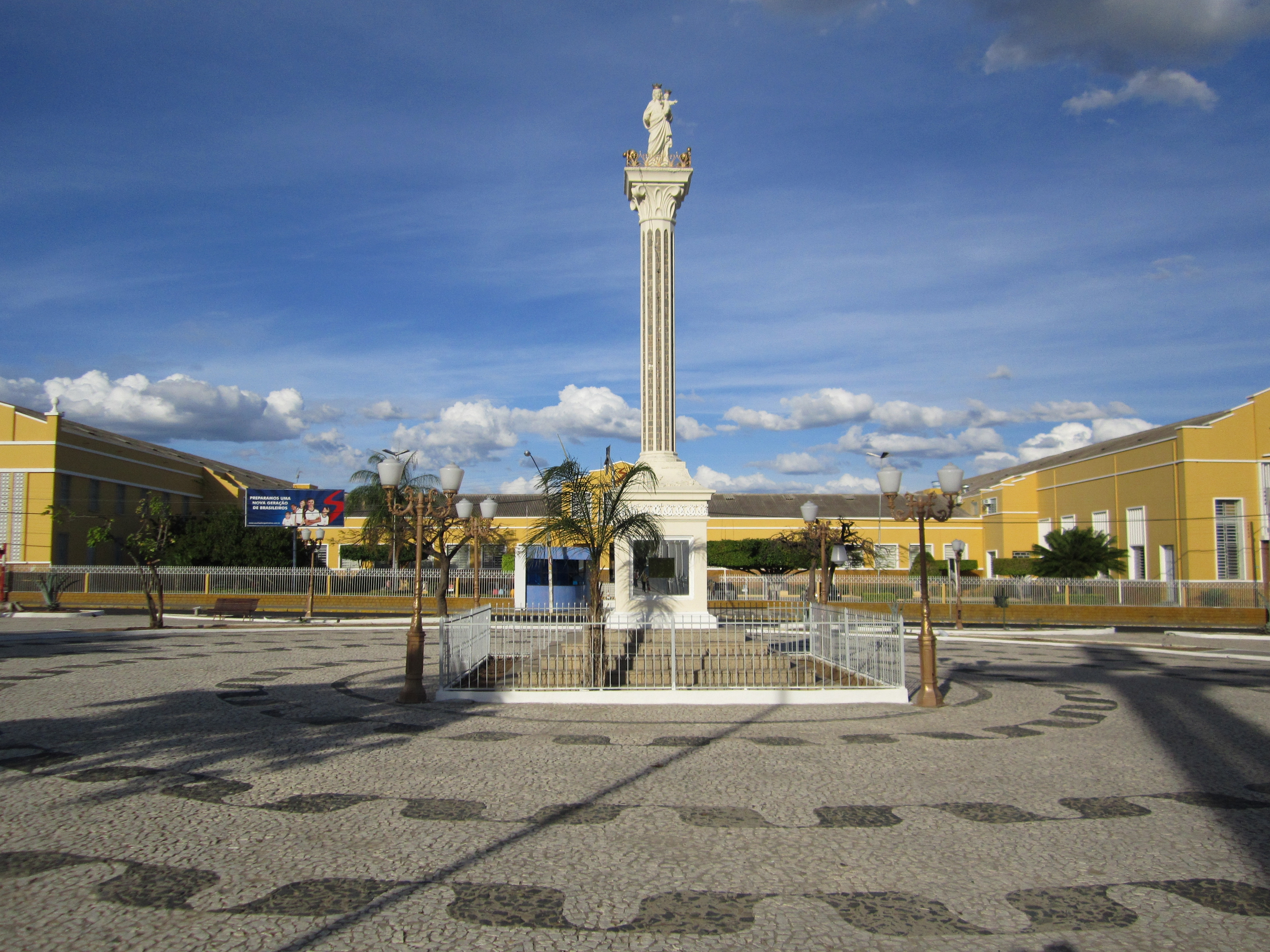
Praça Maria Auxiliadora e Colégio Nossa Senhora Auxiliadora. A instituição de ensino é uma das mais importantes do Sertão Pernambucano.

No dia 10 de dezembro de 2015, Beatriz acompanhou os pais à cerimônia de formatura da irmã. Tanto ela como a irmã estudavam na instituição. Durante o evento, que contou com a presença de cerca de 2.500 pessoas, Beatriz pediu permissão a sua mãe para tomar água em um bebedouro que ficava em baixo da quadra onde o evento acontecia. Seus pais notaram sua ausência cerca de meia hora depois, e seu pai interrompeu a apresentação de uma banda para chamar por ela. "Beatriz, ô minha filha, onde é que você está? Ô Bia. Está todo mundo procurando por você", chamou seu pai do palco do evento.
As buscas pela menina começaram imediatamente, tendo seu corpo sido encontrado numa sala desativada pelas 22h50min. O corpo apresentava ferimentos de faca no tórax, membros superiores e inferiores. A faca usada no crime foi encontrada próximo à criança. O laudo constou que o corpo de Beatriz apresentava 42 facadas, um ato de extrema violência
O local onde o crime aconteceu é incerto, mas a polícia diz que não foi onde o corpo foi encontrado. "O local onde o corpo de Beatriz foi encontrado não apresentava vestígios de que o crime ocorreu ali. Não havia fuligem no corpo da criança, o que aponta que ela não entrou no local andando ou arrastada", escreveu o G1 em março de 2016, que ainda reportou que no mês de outubro anterior, ex-alunos tinham colocado fogo nesta sala. Ainda haviam duas hipóteses sobre o motivo do crime, a primeira sendo um tipo de vingança para a família da garota e a segunda sobre um possível ritual de magia negra. Sobre o local onde a menina foi morta, muitos suspeitam de um sala de balé, que ficava próximo a área do bebedouro, que foi reformada dias depois do crime.[carece de fontes?]
"Ocorreu a execução do crime em um outro local da escola, a criança foi transportada e jogada dentro do depósito, atrás do armário. Isso é uma conclusão que a polícia científica chegou. O laudo só saiu agora e por isso estamos fazendo essa divulgação. Isso traz questionamentos, como se deu toda essa logística confirma a probabilidade de que mais de uma pessoa teve participação", disse o delegado à G1 na época.[carece de fontes?]

## Investigação policial
Em fevereiro de 2016, o primeiro delegado responsável pelas investigações, Marceone Ferreira, disse que não descartava a participação de mais de uma pessoa no crime. Na época também, um retrato falado de um suspeito, um homem de camisa verde que foi visto na área dos bebedouros, foi divulgado.
Conforme as investigações seguiam, uma perícia apontou 3 meses depois que ao menos cinco pessoas estavam, de alguma forma, envolvidas no crime, sendo que todas eram funcionárias da escola. O promotor do Ministério Público (MP) de Petrolina, Carlan Carlo da Silva, declarou que o assassinato poderia ter motivação religiosa, para atingir o colégio católico. Ele também disse que poderiam ter ocorrido falhas da Polícia Civil nas primeiras horas da investigação do crime.
Em setembro de 2016, a polícia divulgou um vídeo do suspeito andando ao redor do colégio e entrando na quadra onde acontecia a festa, 20 minutos antes de Beatriz ser vista pela última vez. Novas imagens do suspeito foram divulgadas em março de 2017. Em junho de 2017, a seção da OAB em Juazeiro-BA, cidade vizinha à Petrolina, criou uma comissão especial para acompanhar as investigações sobre a morte da menina e divulgou uma carta aberta em que cobrava da polícia a resolução do caso. Em novembro de 2017, a mãe da menina viajou até Recife para conversar com o governador e pedir acesso ao inquérito policial. Na época, a família já aguardava há três meses uma resposta ao pedido de acesso aos documentos.
Em julho de 2018, Alisson Henrique Carvalho Cunha foi conduzido coercitivamente pela polícia para prestar depoimento por ter apagado as imagens de uma câmera de segurança, no entanto, o advogado do colégio diz que as imagens não foram apagadas na escola, mas sim por um erro da polícia. Alisson, que era funcionário do colégio na época do crime, chegou a ter a prisão decretada, decisão revogada depois porque o "inquérito não estaria concluído".
Em abril de 2019, o corpo foi transferido do jazigo da família em Juazeiro, novamente exumado e depois enterrado em Petrolina. Em agosto, a mãe de Beatriz se encontrou novamente com o governador de Pernambuco para pedir a "federalização" das investigações. Em outubro, quase quatro anos após o crime, os pais resolveram começar uma investigação paralela à da polícia. Em dezembro de 2019, ao se completarem quatro anos do assassinato de Beatriz, a Polícia Civil emitiu uma nota onde escreveu que "reafirma a seriedade e a dedicação com que está sendo conduzida a investigação do caso Beatriz, que corre em segredo de justiça. Por isso, não podem ser fornecidas informações do andamento dos trabalhos. Por fim, a PCPE reitera a confiança de elucidar esse bárbaro assassinato e apresentar quem cometeu esse crime à justiça". No mesmo mês, os pais organizaram um protesto para lembrar a morte da menina e "clamar por justiça".
Em abril de 2020, uma denúncia revelou que o suspeito de matar Beatriz Mota poderia estar no Piauí. Em dezembro de 2021, a mãe de Beatriz Angélica iniciou uma caminhada de 712 km até o Palácio das Princesas, no Recife, para pedir ajuda do governador no caso. Ela suspeita que existe corrupção na polícia de Pernambuco, devido ao modo como os agentes conduziram as investigações. No dia 28 de dezembro de 2021, o governador Paulo Câmara (PSB) anunciou a demissão do perito criminal Diego Costa, que trabalhou no caso da Beatriz. O perito tinha prestado serviço particular no Colégio Nossa Senhora Auxiliadora, onde a menina foi morta. O governador também disse que é favorável a federalização do caso.
Em 12 de janeiro de 2022 foi realizado um laudo pericial , que apontou que faca usada para assassinar a criança tinha DNA de Marcelo da Silva, de 40 anos, que confessou ter assasinado a menina após ela ter visto a faca e ter começado a gritar. O criminoso já está preso devido a outros crimes.Lucinha Mota, mãe da vítima ,disse que não queria que um possível inocente pagasse pelo crime e que o DNA, por si só, não era suficiente.

### Fatos comprovados nas investigações
- Um homem de camisa verde havia abordado outra criança na área do bebedouro antes de Beatriz. No entanto, a criança, assustada, se afastou. Outras pessoas também chegaram a ver o suspeito.[1]
- Outro fato comprovado é que um molho com 3 chaves havia sumido 10 dias antes do crime, chaves que davam acesso a todas as rotas de entrada e saída do colégio.[1]
- Há imagens de uma câmera de segurança que ficava a cerca de 50m do local onde o corpo foi encontrado, mas elas estão comprometidas.[1]
- A polícia conseguiu encontrar traços de DNA e uma digital no cabo da faca usada no crime.[18]
- O local exato da morte nunca foi descoberto.[18]
- Na faca  do crime foi encontrado o DNA de Marcelo da Silva[14]

### Críticas do pai e troca de delegados
O pai de Beatriz disse em outubro de 2019 que um investigador particular contratado pela família afirmou que agentes da polícia estariam atrapalhando as investigações. "Na nossa investigação paralela, a gente descobriu coisas que nem gostaria de falar. Está tendo certo desvio de função. A gente está descobrindo que alguns agentes que participaram da investigação de Beatriz, de uma certa maneira, atrapalharam as investigações", disse para uma rádio. Já a Polícia Civil se pronunciou dizendo que continuava "empenhada na elucidação do caso". Em 2018, o advogado do Colégio Nossa Senhora Auxiliadora já havia dito que imagens haviam sido apagadas por uma falha da Polícia Civil no manuseio dos HDs.
Até maio de 2020, cinco delegados já haviam trabalhado no caso: Marceone Ferreira foi o primeiro delegado a conduzir as investigações; em dezembro de 2017, a delegada Gleide Ângelo assumiu o caso; em dezembro de 2018, a delegada Pollyanna Neri foi indicada para chefiar as investigações; em março de 2020, Isabella Cabral Fonseca Pessoa e João Leonardo Freire Cavalcanti foram indicados para liderar o caso.

### Comentários sobre a cadeia de custódia do Brasil e a palma na cena do crime
Ao comentar sobre o caso, a perita criminal de Manaus Gigi Barreto questionou em sua rede social a má qualidade do Brasil com falta de cadeia de custódia com as provas do crime que ligam aos suspeitos. Posteriormente, ela comentou no YouTube que um dos peritos do caso Beatriz respondeu que as provas deste caso em questão poderiam ser rastreadas, garantindo a fiabilidade das mesmas. Ainda na sua análise, Gigi Barreto mencionou a controvérsia com a impressão palmar encontrada na cena do crime: dois peritos disseram que a palma é de um ex-aluno, já outros dois negaram.

### Desfecho
No dia 11 de Janeiro de 2022, mais de 6 anos após o assassinato, a Polícia Científica de Pernambuco identificou através de exame de DNA no cabo da arma deixada no local do crime, que Marcelo da Silva, de 40 anos foi o autor do crime. O mesmo confessou o assassinato e foi indiciado após ser ouvido por delegados. A partir da análise dos peritos foi possível comparar com o perfil do assassino, cujo DNA fazia parte do Banco Estadual de Perfis Genéticos e foi "comparado com o material genético de 125 pessoas, consideradas suspeitas".
No mesmo dia, à noite, a mãe divulgou um vídeo na página oficial do Facebook (ver em ligações externas) dizendo que sequer havia sido comunicada pela polícia sobre a prisão do assassino. Ela disse também que não vai permitir que um inocente seja preso neste caso e que mais esclarecimentos eram necessários. "A polícia não fala com a gente então falaremos através de uma coletiva de imprensa amanhã", disse. No dia posterior, a mãe disse que a prova do DNA era incontestável, mas que a motivação não convencia.

### Reconstituição
No dia 11 de fevereiro de 2022, foi realizada a reconstituição do crime, sem a participação do acusado. No entanto, todas as 10 testemunhas, pessoas que estavam na formatura do Colégio Nossa Senhora Auxiliadora e que viram o suspeito, que participaram dos trabalhos, reconheceram Marcelo da Silva. Segundo o advogado dos pais de Beatriz, 'uma de cada vez, foram colocadas diante não apenas do suspeito, mas como manda o Código de Processo Penal, outras pessoas também. Em torno de cinco pessoas, para que essas testemunhas possam, dentro desse grupo, identificar quem elas viram realmente, o que a memória fotográfica delas pode indicar nesse momento".
Uma das testemunhas, Marcílio Gomes, disse: "Dúvida nenhuma. Eu quando entrei na sala já fui apontando a numeração que ele estava. Na hora que eu olhei para ele comecei lembrar dele subindo na calçada. Eu o vi duas vezes. Uma foi de costas e uma nesse momento que ele sobe na calçada, quando ele parte para a escola. Eu acredito que seja nesse momento que ele entra na escola e faz esse bárbaro crime que ele cometeu".

### Conclusão do inquérito policial
No dia 6 de julho de 2022, a Polícia Civil de Pernambuco informou que a Força-Tarefa responsável pelo inquérito encerrou as investigações. Marcelo da Silva, que está preso, foi considerado autor do assassinato a partir de teste de DNA.

## Atualizações
Em uma live transmitida simultaneamente para o Youtube e Instagram no dia 21 de julho de 2022, Lucinha Mota disse que acredita que Marcelo da Silva realmente é o autor do crime, e peritos analisaram a confissão do criminoso para saber se ele não estava sendo coagido para confessar. Ao ser questionada sobre o motivo da rapidez na solução do caso, Lucinha Mota disse que foi devido aos seus protestos públicos, e que iria denunciar o governador caso ele não deixasse que outras instituições ajudassem na investigação. Posteriormente, o governador afastou um perito da polícia que era ligado à escola onde Beatriz foi assassinada, também informou que a escola negligenciou a segurança do local, pois na portaria não tinha segurança e qualquer pessoa podia entrar. Mais informações foram compartilhadas com a equipe de advogados e a família de Beatriz, mas elas ainda não serão divulgadas enquanto o processo estiver em andamento.
Em 18 de abril de 2024, o primeiro episódio da segunda temporada do programa Linha Direta foi exibido pela TV Globo para relembrar o caso Beatriz após a série Os Outros.